# Eugnesia intensicolor
Eugnesia intensicolor là một loài bướm đêm trong họ Geometridae.